# TV 걸
티비 걸(TV Girl)은 캘리포니아주 샌디에고 출신의 미국의 인디 팝 밴드로 리드 보컬에 브래드 피터링, 드러머 제이슨 와이만, 키보디스트 와이어트 하몬으로 구성되어 있다.
이들은 2010년 세 개의 EP와 2012년 믹스테이프를 발매했다. 그리고 이어 2014년에 데뷔 앨범 <French Exit>가 나왔고 두 번째 앨범 <Who Really Cares>가 2016년에, <Death of a Party Girl>이 2018년, 그리고 2023년에 <Grapes Upon the Vine>과 함께 매디 애시드의 퍼플 허츠 클럽 밴드, 섬머스 오버, 폭슬레니움과 함께 각각 2018년, 2021년, 2024년에 콜라보레이션 앨범을 냈다.
2022년부터 TV 걸은 소셜미디어 앱 틱톡을 통해 인기를 얻기 시작했다. 이를 통해 "Lovers Rock", "Not Allowed", "Taking What's Not Yours"와 같은 곡들이 발표한지 수년이 지난 2023년에 여러 국가에서 차트에 진입했다.

## 밴드 역사
TV 걸은 2010년 샌디에고에서 친구였던 트렁 응고와 브래드 피터링에 의해 결성되었는데 당시에는 그저 즐기기 위한 것 외에 다른 야망은 없었다. 같은 해 이들은 데뷔 EP를 발매했다. 여기에서 토드 룬드그렌의 1973년 곡인 "Hello It's Me"를 자신들의 곡 "If You Want It"에 샘플링하여 사용했는데 룬드그렌의 곡 판권을 갖고 있는 리노 엔터테인트먼트로부터 삭제 통보를 받았다.
2011년 네 곡이 담긴 두 번째 EP <Benny and the Jetts>를 발매하며 수록곡인 "Baby You Were There" 뮤직비디오도 함께 출시하였다. 발매 당시 조엘 윌리엄스가 밴드에 합류했다.
2012년 4월, TV 걸은 "I Wonder Who She's Kissing Now"를 싱글로 발매했고 이는 한 달후에 출시된 첫 번째 믹스테이프인 <The Wild, The Innocent, The TV Shuffle>에 담겼다. 믹스테이프는 무료로 배포되었고 다운로드할 수 있는 컬러링북이 함께 제공되었다. 사실 이것이 그들의 데뷔 앨범이라고도 할 수 있는데 피터링과 응고는 앨범 보다는 믹스테이프로 정의하는 것이 적절하다고 판단했다.
2013년에 싱글 "She Smokes in Bed"를 발매했고 이 곡은 세 번째 EP <Lonely Women>에 수록되었다. 같은 해, TV 걸은 응고가 탈퇴하고 피터링만 남으면서 중대한 변곡점을 맞게 된다. 이전까지 비트 작업에 중점을 두었던 피터링은 응고의 탈퇴로 보컬의 역할까지 맡게 되었다 (응고는 이후 <French Exit> 앨범에서 "Birds Don't Sing"과 "Hate Yourself"에서 백보컬로 참여했다). 곧이어 제이슨 와이맨과 와이어트 하몬이 밴드에 합류했다.
2014년 TV 걸은 데뷔 앨범 <French Exit>를 발매했고 밴드웨건 매거진은 이 앨범을 "놀랍게 탄탄하다"는 평을 했다.

## 예술성

### 영향
TV 걸은 1960년대의 음악과 미디어 샘플들을 자주 사용한다. 그러한 예들 중 하나로 "Lovers Rock"에서 1960년 셔를스의 싱글 "The Dance is Over"의 인트로 부분을 루프로 만들어서 사용한 것 등이 있다. 레딧에 올린 글에서 피터링은 "... 나는 오래되고 잘 알려지지 않은 곡들을 찾는 것에 절대 질리지 않는다. 많은 음악을 들으면서 루프와 사운드를 찾는다"고 썼다.

### 음악 스타일과 작곡
TV 걸은 한 장르로 쉽게 규정되지 않는데 대부분의 작품들에서 보이는 주요 영향으로는 샘플델리아, 인디 팝, 로 파이, 일렉트로닉 음악이며 (특히 <French Exit>, <Who Really Cares>, <Death of a Party Girl>, <Summer's Over> 앨범에서 그렇다) 그 외에 트립합 같은 요소들이 보인다 (<Who Really Cares>와 <Maddie Acid's Purple Hearts Club Band>가 그렇다). 때로는 가스펠, 가라지 하우스, 펑크, 재즈의 영향도 보인다 (<Grapes Upon the Vine>이 그렇다). TV 걸은 샘플링과 키보드, 리벌브 이펙트를 통해 스스로를 "최면 팝"이라고 설명한다. 자신들의 음악이 "태양이 반짝이는 캘리포니아 팝"이라는 식으로 불리는 것에 매우 불만을 표하며 자신들의 음악에는 그런 라벨이 붙을 만한 가사적 암시가 없다고 지적한다.
가사에 있어 TV 걸의 음반들은 사랑과 배에 관한 내용을 중심으로 이루어져 있다. 이러한 경향을 보이는 예로 레게의 하위 장르인 러버스 록을 따서 만든 사랑의 발라드인 "Lovers Rock"이 있다. 이들이 다루는 주제는 향수를 불러일으키고 슬프지만 동시에 냉소적이고 유머러스하다. 가사의 모티프에는 실연, 냉소, 추억, 담배, 머리, 섹스, 여성의 이름, 외로움 등이 포함된다.

### 브랜딩
TV 걸의 앨범 커버는 6-70년대 이미지를(<Who Really Cares>에서 사용한 조지 헤스터의 클래식 누드 등) 컬러 블로킹하여 사용한다. 강렬한 색채 사용은 이들의 정체성에 있어 중요한 부분이다.

## 멤버

### 현 멤버
- 브래드 피터링 (Brad Petering) - 리드 보컬, 샘플 제작, 기타(2010-현재), 베이스(2010-2014년)
- 와이어트 하몬 (Wyatt Harmon) - 키보드 (2013년-현재)
- 제이슨 와이맨 (Jason Wyman) - 드럼 (2013년-현재)

### 전 멤버
- 트룽 응고 (Trung Ngo) - 보컬, 키보드, 기타 (2010-2013년)
- 조엘 윌리엄스 (Joel Williams) - 보컬 (2010-2013년)
- 댄 코민 (Dan Komin) - 베이스, 기타 (2013-2014년)

## 음반

### 정규 앨범
- <French Exit> (2014년)
- <Who Really Cares> (2016년)
- <Death of a Party Girl> (2018년)
- <Grapes Upon the Vine> (2023년)

### 믹스테이프
- <The Wild, The Innocent, The TV Shuffle> (2012년)

### 콜라보레이션 앨범
- <Maddie Acid's Purple Hearts Club Band> (with Madison Acid) (2018년)
- <Summer's Over> (with Jordana) (2021년)
- <Fauxllennium> (With George Clanton) (2024년)